# L'Île Cyclope
L'Île Cyclope est le 14e album de la série de bande dessinée Papyrus de Lucien De Gieter. L'ouvrage est publié en 1991.

## Synopsis
Théti-Chéri vient rejoindre Papyrus en Crète avec la momie du fils de Minos. Papyrus est reparti. Elle le recherche dans une île fabuleuse où elle le retrouvera.